# Rolf Kristian Larsen
Rolf Kristian Larsen, es un actor noruego conocido por haber interpretado a Jarle Klepp en la película Mannen som elsket Yngve, a Einar Skinnarland en la miniserie Kampen om tungtvannet y actualmente por dar vida a Sven Rasch en la serie Nobel.

## Biografía
Rolf sale con la actriz Heidi Toini, después de salir por dos años y medio la pareja se comprometió en el 2015.

## Carrera
En el 2006 interpretó por primera vez a Morten Tobias en la película de terror noruega Fritt vilt (en inglés: "Cold Prey"), papel que interpretó nuevamente en el 2008 durante la película Fritt vilt II.
En 2008 se unió al elenco principal de la película Max Manus: Man of War donde dio vida a Olav.
Ese mismo año dio vida al joven Jarle Klepp, el cantante principal de una banda noruega que se enamora del nuevo integrante del grupo Yngve (Ole Christoffer Ertvaag) en la película Mannen som elsket Yngve (en inglés: "The Man Who Loved Yngve"). La película está basada en la novela con el mismo nombre del autor noruego Tore Renberg.
En el 2011 volvió a dar vida a Jarle ahora en la película Jeg reiser alene (en inglés: "I Travel Alone"), ahora un estudiante de literatura Jarle se entera de que tiene una hija de la que no conoce nada.
Un año más tarde ene el 2012 interpretó nuevamente a Jarle Orheim a los 24 años ahora en Kompani Orheim (en inglés: "The Orheim Company"), el actor Vebjørn Enger interpretó a Klepp de grande y el actor Oleander Tengesdal dio vida a Jarle a los ocho años.
En el 2015 se unió al elenco principal de la miniserie Kampen om tungtvannet (en inglés: "The Heavy Water War") donde dio vida a Einar Skinnarland, un miembro de la resistencia noruega durante la Segunda Guerra Mundial. La miniserie cuenta la historia real de los actos de sabotaje contra la planta de producción de agua pesada de la compañía "Norsk Hydro" en Rjukan en el centro de Noruega durante la Segunda Guerra Mundial. En la miniserie compartió créditos con los actores Tobias Santelmann, Torstein Bjørklund, Christian Rubeck, Benjamin Helstad, Espen Klouman Høiner, Mads Sjøgård Pettersen y Christoph Bach.
En el 2016 se unió al elenco principal de la serie Nobel donde da vida al reportero de guerra, Sven Rasch.
Ese mismo año dio vida al sargento Brynjar Hammer en la película Kongens Nei.

## Filmografía

### Series de televisión
| Año             | Título                | Personaje         | Notas                   |
| --------------- | --------------------- | ----------------- | ----------------------- |
| 2016 - presente | Nobel                 | Sven Rasch        | 5 episodios             |
| 2015            | Kampen om tungtvannet | Einar Skinnarland | 6 episodios - miniserie |
| 2013 - 2014     | Lilyhammer            | David             | 4 episodios             |

### Películas
| Año  | Título                  | Personaje           | Notas |
| ---- | ----------------------- | ------------------- | --- |
| 2016 | Løvekvinnen (La Leona)  | Sparky/Chispas      | junto a Rolf Lassgård, Ida Ursin-holm, Connie Nielsen, Lisa Loven Kongsli y John Sigurd Kristensen               |
| 2016 | Kongens Nei             | Sgt. Brynjar Hammer | junto a Jesper Christensen, Tuva Novotny, Anders B. Christiansen, Lage Kongsrud, Juliane Köhler y Erik Hivju     |
| 2012 | Kompani Orheim          | Jarle Klepp         | junto a Vebjørn Enger, Kristoffer Joner, Cecilie A. Mosli, Glenn André Viste Bøe y Tone Beate Mostraum           |
| 2011 | Jeg reiser alene        | Jarle Klepp         | junto a Amina Eleonora Bergrem, Pål Sverre Hagen, Ingrid Bolsø Berdal, Marte Opstad y Gustaf Hammarsten          |
| 2008 | Max Manus: Man of War   | Olav                | junto a Aksel Hennie, Christian Rubeck, Nicolai Cleve Broch, Ken Duken, Pål Sverre Hagen y Jakob Oftebro         |
| 2008 | Mannen som elsket Yngve | Jarle Klepp         | junto a Ole Christoffer Ertvaag, Ida Elise Broch, Arthur Berning, Erlend Stene y Jørgen Langhelle                |
| 2008 | Fritt vilt II           | Morten Tobias       | junto a Ingrid Bolsø Berdal, Marthe Snorresdotter Rovik, Fridtjov Såheim, Mads Sjøgård Pettersen y Robert Follin |
| 2006 | Fritt vilt              | Morten Tobias       | junto a Ingrid Bolsø Berdal, Tomas Alf Larsen, Endre Martin Midtstigen, Viktoria Winge y Hallvard Holmen         |

## Premios y nominaciones
| Año  | Categoría  | Premio       | Películas               | Resultado |
| ---- | ---------- | ------------ | ----------------------- | --------- |
| 2008 | Best Actor | Amanda Award | Mannen som elsket Yngve | Nominado  |
| 2007 | Best Actor | Amanda Award | Fritt vilt              | Ganó      |